# Nadrijan Siman
Nadrijan C. „Ned“ Siman (engl. Nadrian Seeman; 16. decembar 1945) američki je nanotehnolog i kristalograf poznat of osnivanju polja DNK nanotehnologije.
Siman je studirao biohemiju na Univerzitetu Čikaga i kristalografiju na Univerzitetu Pitsburga. On je počeo da radi na Državnom univerzitetu Njujorka u Olbaniju, i 1988. se pridružio Hemijskom departmanu Njujorškog univerziteta.
On je najbolje poznat po razvoju koncepta DNK nanotehnologije početkom ranih 1980-tih. Simanova laboratorija je objavila sintezu prvog trodimenzionog nanoobjekta, kocke napravljene od DNK 1991.

## Literatura
- Seeman, N (1982). „Nucleic acid junctions and lattices”. Journal of Theoretical Biology. 99 (2): 237. PMID 6188926. doi:10.1016/0022-5193(82)90002-9.
- Pinheiro, Andre V.; Han, Dongran; Shih, William M.; Yan, Hao (2011). „Challenges and opportunities for structural DNA nanotechnology”. Nature Nanotechnology. 6 (12): 763—772. PMID 22056726. doi:10.1038/nnano.2011.187.
- Chen, Junghuei; Seeman, Nadrian C (1991). „Synthesis from DNA of a molecule with the connectivity of a cube”. Nature. 350 (6319): 631. PMID 2017259. doi:10.1038/350631a0.
- Winfree, Erik; Liu, Furong; Wenzler, Lisa A. & Seeman, Nadrian C. (1998). „Design and self-assembly of two-dimensional DNA crystals”. Nature. 394 (6693): 529—544. ISSN 0028-0836. PMID 9707114. doi:10.1038/28998.
- Mao, Chengde; Sun, Weiqiong; Shen, Zhiyong & Seeman, Nadrian C. (1999). „A DNA Nanomechanical Device Based on the B-Z Transition”. Nature. 397 (6715): 144—146. ISSN 0028-0836. PMID 9923675. doi:10.1038/16437.
- Seeman, Nadrian C. (2004). „Nanotechnology and the double helix”. Scientific American. 290 (6): 64—75. PMID 15195395. doi:10.1038/scientificamerican0604-64.
- Zheng, Jianping; Birktoft, Jens J.; Chen, Yi; Wang, Tong; Sha, Ruojie; Constantinou, Pamela E.; Ginell, Stephan L.; Mao, Chengde (2009). „From molecular to macroscopic via the rational design of a self-assembled 3D DNA crystal”. Nature. 461 (7260): 74. PMC 2764300 . PMID 19727196. doi:10.1038/nature08274.
- Gu, Hongzhou; Chao, Jie; Xiao, Shou-Jun; Seeman, Nadrian C. (2010). „A proximity-based programmable DNA nanoscale assembly line”. Nature. 465 (7295): 202. PMC 2872101 . PMID 20463734. doi:10.1038/nature09026.
- Pelesko John A. (2007). Self-assembly: the science of things that put themselves together. New York: Chapman & Hall/CRC. стр. 201, 242, 259. ISBN 978-1-58488-687-7.